# De Mike & Thomas Show
De Mike & Thomas Show was een komisch en muzikaal VARA-televisieprogramma dat gepresenteerd werd door cabaretiers Mike Boddé en Thomas van Luyn. Het programma liep tussen 2005 en 2009 en werd uitgezonden op NPO 3.
In het vierde en laatste seizoen droeg het programma de titel De Mega Mike & Mega Thomas Show. De naam van het programma werd gewijzigd, nadat het in 2007 de Beeld en Geluid Award won in de categorie “amusement”. De netmanager had het tweetal naar aanleiding van deze prijs gevraagd om het programma groter te maken, waarop de naam werd aangepast, een showtrap in het decor verscheen en glittertjes in de kleding van het presentatieduo werden geweven. Ook was de opzet van het vierde seizoen licht gewijzigd.

## Spelverloop
Deze muzikale glamourcomedyquiz wordt gespeeld tussen twee teams van steeds drie bekende Nederlanders (en een enkele Vlaming). Voordat het spel begint, worden de kandidaten één voor één met een weinig waarheidsgetrouw zwamverhaal geïntroduceerd bij het publiek. Zo wordt schlagerzanger Dennie Christian voorgesteld als een geheim agent met een "licence to kill" en is schaatser Mark Tuitert Europees kampioen dwergwerpen. Steeds wanneer er een team is voorgesteld, wordt er een muzikale ode gebracht aan een of enkele kandidaten. Doorgaans is dat lied bedoeld voor (een van) de aanwezige dame(s) in het team. Zo wordt Kim-Lian toegezongen op de wijs van Watskeburt, en Hadewych Minis op het zestiende-eeuwse Greensleeves. Een enkele keer wordt er een heer toegezongen, waaronder Ad Visser, Henny Vrienten en Edwin Rutten. Na het uitgebreide voorstellen van de kandidaten, volgen vijf ronden.

### Ronde 1
Het antwoord op de derde vraag van de eerste ronde was bij de eerste serie steeds Haïti, met een begeleidend filmpje waarin een gevangene (gespeeld door Mike Boddé in een lendendoekje) lijkt te worden gemarteld met een mattenklopper om dit antwoord te geven. Voor de tweede serie is iedere week een ander filmpje opgenomen. Wel keert Guus Meeuwis steeds terug in de antwoorden. Een deel van de vragen is speciaal gericht op de kenmerken van de uitgenodigde gasten. Zo kreeg Edwin "Ome Willem" Rutten de opdracht om van de drie aan hem voorgeschotelde broodjes poep te raden van welke dieren de getoonde poep op de broodjes afkomstig was.
Ook worden er regelmatig beelden vertoond van "de studenten van de Rietveld-academie". Dit is een parodie op het spelprogramma "Twee voor twaalf", waarbij in de beginjaren animaties gemaakt door studenten van de Rietveld Academie als zodanig werden aangekondigd. (Later werkte Twee voor twaalf hiervoor samen met studenten van de HKU). In het eerste seizoen bestonden deze filmpjes uit een steeds wisselend quasi-intellectueel verhaal waarbij twee knuffelbeestjes voor het scherm langs geschoven werden, waarna er een vraag van Thomas van Luijn volgde ("Je voelt hem al aankomen"), die werkelijk niets met het zojuist gehoorde verhaal te maken had. In het tweede seizoen werden diverse filmpjes vertoond waarop letterlijk studenten van de Rietveld Academie of de Academie zelf te zien waren.

### Ronde 2
Deze ronde heeft iedere keer een andere invulling. Terugkerende elementen zijn de avonturen van "Masturbeertje" en het raden van imitaties. Masturbeertje is een handpop die in een soort van Sesamstraatachtig verhaaltje een avontuur beleeft. Naderhand worden er vragen gesteld over wat er in het avontuur te zien was, in de trant van "hoeveel rozen stonden er in de bloembak van de wachtkamer van de tandarts", of "welk nummer had het rondvaartbootje van Masturbeertje". Bij de imitaties doen Mike en Thomas een film, zanger of iets dergelijks na zonder geluid te maken, waarna de kandidaten dienen te raden wat er is uitgebeeld.

### Ronde 3
Ronde drie was tijdens de eerste serie steeds zoek. Tijdens de tweede serie willen Mike en Thomas wel steeds aan de derde ronde beginnen, maar wil het er steeds niet van komen. Als de kaartjes met vragen van ronde 3 niet wegwaaien, dan moeten ze wel naar de kelder waar van alles te vinden is (zelfs een kabouter), maar niet de vragen van ronde 3. Zo zijn er nog enkele situaties die er toe leiden dat ronde 3 maar weer overgeslagen wordt. Zoals in de uitzending van 27 februari 2006 toen eindelijk bekendgemaakt wat ronde 3 inhoudt. Deze blijkt zeer ingewikkeld te zijn, en als blijkt dat de kandidaten niet aan de strenge eisen van ronde 3 voldoen ("de middelste kandidaat van team A mag niet langer zijn dan 1,90 m"), komt deze alsnog te vervallen. In de uitzending van 22 maart 2006 werd ronde 3 daadwerkelijk gespeeld, maar was moeilijk zichtbaar en niet hoorbaar doordat de danseressen op harde muziek door het beeld dansten. Wel zichtbaar was dat de ronde erg ingewikkeld is en er emmers en ballen moeten worden gebruikt. Achteraf werd commentaar geleverd door kandidaten Jim de Groot ("Nou, dit is wel echt de allerleukste ronde die ik tot nu toe in mijn hele leven heb meegemaakt.") en Chiel Montagne ("Ik heb aan veel quizzen meegedaan, maar dit sloeg echt alles.").
Sinds de eerste aflevering (29 april 2007) van het derde seizoen heeft de show wél een Ronde 3 met, hoe toepasselijk, Ron Dudderie, een man gespeeld door Mike Boddé die met zijn mond open alleen maar de letter 'A' kan zeggen. Ron heeft ook een broer, Wievan Dudderie, die hem een keer verving in de aflevering van 24 juni 2007.
"Ron Dudderie wie kent hem nie? 
Hij heeft een gekke vorm van afasie"
Sinds de show verderging onder de naam Mega Mike & Mega Thomas Show, wordt ronde drie niet meer gespeeld, maar wordt de Mini-Mike & Thomas Show gehouden, waarin Mike en Thomas met een soort Barbiepoppen van zichzelf en de deelnemers spelen. Na elke aflevering krijgen de poppen pek en veren over zich heen (in plaats van pek wordt er stroop gebruikt).

### Ronde 4
Tijdens deze muzikale ronde wordt er een lied gezongen op de wijs van een ander lied, waarbij het de bedoeling is dat de kandidaten beide nummers raden. Deze ronde lijkt op een onderdeel uit een van Boddés eerdere cabaretvoorstellingen, waarin hij "Er is er een jarig" zingt op de wijs van "Sinterklaas kapoentje", met het ritme van "Zie ginds komt de stoomboot". Een veel voorkomende setting is de tekst van een serieus lied op de wijs van een carnavalskraker, of andersom. Zo wordt onder meer op de wijs van het smurfenlied van Vader Abraham het nummer "Over de muur" van het Klein Orkest ten gehore gebracht:
- Mike Boddé (begint te zingen met extra lage stem): Oost-Berlijn unter den Linden"
- Thomas van Luyn (valt in met hoog stemmetje): er wan delenmensenlangs vlag-

In het tweede seizoen was er na ronde vier een reclameblok, waarin Mike en Thomas de fantasieproducten van 'Smit' aanprezen.

### Finaleronde
In het finalespel worden één of meerdere kandidaten door het zoeklicht uitgekozen om een spel te doen, dat iedere keer anders is. Werd in de eerste serie tijdens het rondschijnen van het zoeklicht nog een schijnbaar ter plekke verzonnen onzintekst verteld, vergezeld van veel "ooohs en aaahs", in het tweede seizoen van de show werd het zoeklicht vergezeld van de liedtekst:
Licht, oh stralend licht, 
toon ons het gezicht
van de kandidaat of kandidaten
die hun krukje nu moeten verlaten
Het publiek thuis bepaalt zogenaamd wie er in de finale zit door op de afstandsbediening op het knopje met een bepaalde ingewikkelde kleur te drukken.
In de Mega Mike en Mega Thomas Show gaat het lied als volgt:
Lamp van onderscheiding, stalend in de nacht 
wijs die arme stakker aan die trillend op ons wacht
Wie van onze kandidaten gaat op het schavot
Bezegel nu hun lot.
In de eerste aflevering van de eerste serie speelde Jan Vayne het spel "Jantje zag eens pruiken hangen", waarin hij de taak kreeg om het juiste kapsel bij de juiste componist te plaatsen. In een latere aflevering kreeg zanger Armand de opdracht om aan drie in de studio opgestelde dozen te snuiven, en vervolgens te raden welke van zijn mede-kandidaten zich in de doos bevond.
In de tweede serie kregen vier acteurs de opdracht om te proberen als eerste een biggelende traan te produceren. Karin Bloemen en Roeland Fernhout wisten dit voor elkaar te krijgen, waarna er een tweede ronde "met hindernissen" volgde, waarbij Mike Boddé op de achtergrond het lied over Guust Flater en de Marsipulami speelde.

## Geschiedenis
Volgens de makers ontstond het idee voor dit programma tijdens de opnames voor Kopspijkers en werd het vervolgens ontwikkeld onder de werktitel Kom hoe heet die kwis ook weer. De eerste uitzending was op 3 januari 2005. Naast eigen teksten gebruikten Van Luyn en Boddé ook tekstuele bijdragen van (onder andere) Kees Torn.
Een proefuitzending van het programma werd onder meer vertoond op de ledenvergadering van de VARA in Den Haag in maart 2004. De eerste opname voor het programma vond plaats op 31 juli 2004 op het Media Park in Hilversum. De overige zes opnamedagen waren 13 en 14 september, 11 en 12 oktober en 8 en 9 november 2004.
Het was eerst de bedoeling dat de quiz in de zomer van 2004 zou worden uitgezonden, daarna was er even sprake van dat het programma in het najaar op zaterdagavond om half acht zou worden geprogrammeerd. Uiteindelijk vond pas op 3 januari 2005 de eerste uitzending plaats. Het programma was elke maandagavond even na elf uur te zien bij de VARA op Nederland 3. Vanaf juni 2005 werd het programma primetime herhaald op zaterdag, waarna eind 2005 de serie nogmaals werd herhaald. Vanaf 5 januari 2006 werd een tweede serie afleveringen van De Mike & Thomas Show uitgezonden, opnieuw rond elf uur 's avonds.
Op 29 april 2007 begonnen de uitzendingen van de derde serie op Nederland 3, met daarin onder anderen: Martijn Krabbé, Henk Westbroek en Fatima Moreira de Melo.
Op 24 december 2007 werd er een speciale kerstavonduitzending uitgezonden met gasten als Bram van der Vlugt en Dieuwertje Blok. Verschillende onderdelen uit de aflevering, zoals een houthakker die raadsels opgeeft waarvan het antwoord rijmt op Bassie & Adriaan, kwamen ook letterlijk voor in de Mike & Thomas Kerstrevue waarmee het duo die winter langs de theaters trok.
Tot een vierde serie in het seizoen 2007/2008 kwam het niet en voor het volgende seizoen was dit aanvankelijk onzeker. In mei 2008 meldde Paul de Leeuw in het VARA TV magazine dat netmanager Roek Lips een nieuwe proefaflevering van de Mike & Thomas Show verlangde voordat hij toestemming zou geven voor een nieuw seizoen. Lips bevestigde dit later in de Volkskrant.
Op 2 januari 2009 startte een nieuw seizoen van De Mike & Thomas show met een nieuwe naam, De Mega Mike & Mega Thomas Show. Op 27 februari 2009 werd de laatste uitzending met een terugblik op het programma uitgezonden.

## Invloeden
Van Luyn en Boddé lieten zich in hun theatervoorstellingen al graag inspireren door de Britse comedy-traditie. Ook in De Mike & Thomas Show zijn deze invloeden duidelijk te zien. De opzet van het programma is bijvoorbeeld grotendeels gekopieerd van het BBC-programma Shooting Stars van Vic Reeves en Bob Mortimer. Enkele overeenkomsten:
- Tijdens de leader van het programma vliegen de twee presentatoren door het heelal.
- Het decor bestaat grotendeels uit een spierwitte studiovloer.
- Twee panels van drie beroemdheden krijgen in een aantal rondes absurde vragen en opdrachten voorgelegd.
- De beroemdheden worden geïntroduceerd met een tekst die nagenoeg volledig uit feitelijke onjuistheden bestaat.
- Het programma bestaat grotendeels uit onderlinge grappenmakerijen van de presentatoren, afgewisseld met humoristische filmpjes.
- Aan het eind van het programma worden enkele kandidaten met behulp van een zoeklicht uitgekozen om een eindspel te spelen. Dit zoeklicht wordt tijdens deze procedure met mystieke toverspreuken aangeroepen.
- Tijdens het eindspel moet een of andere fysieke proef met malle rekwisieten worden uitgevoerd.
- Vrouwelijke kandidaten worden vooraf lieflijk toegezongen door de presentatoren. Het charmeren van vrouwelijke kandidaten gedurende de uitzending.

Ook andere onderdelen van De Mike & Thomas Show doen aan Britse voorbeelden denken.
- Het zingen van een lied op de melodie van een ander lied is al sinds 1972 een terugkerend onderdeel van de BBC-radioquiz I'm sorry I haven't a clue.
- In I'm sorry I haven't a clue wordt eveneens Sound Charades gespeeld: een auditieve variant op het spelletje Hints waarbij titels van liedjes etc. niet met gebaren worden uitgebeeld maar door een woordspelerig dialoogje op te voeren.

## Trivia
Elf van de odes uit het programma werden door Van Luyn en Boddé tot volledige nummers uitgewerkt en in 2009 op CD uitgebracht.
12 steden, 13 ongelukken · Alles draait om geld · Bergen Binnen · Büch's Boeken · Buitenhof ** · Bureau Kruislaan · Cabaret & Co · Comedytrain presenteert · Deadline · Dr. Ellen · Ernstige Delicten · Factor Giel · Gebak van Krul · GIEL · Herexamen · Hoe bestaat het · Hof van Joosten · Hollands Hoop · In goed gezelschap · Is dat eigenlijk wel zo? · Jules Unlimited · Kanniewaarzijn · Kassa · Kassa 3 · Kinderen geen bezwaar · Kinderen voor Kinderen · Kopspijkers · Kun je het al zien? · Het Lagerhuis · Langs de Leeuw · Langs Sint en De Leeuw · De leugen regeert · Lieve Paul · Lieve Paul & Sint · MaDiWoDoVrijdagshow · De Mega Mike & Mega Thomas Show · Mooi! Weer De Leeuw · Mooi! Weer de Sint · Nieuwslicht · NOVA * · Oppassen!!! · Overspel · Panache · PAU!L · PAU!L en Sint! · Pauls Kadoshow · Pauls Puber Kookshow · Pauw & Witteman · Per Seconde Wijzer · Sint & De Leeuw · Shouf Shouf! · The Sopranos · Stellenbosch ** · Studio Spaan · Thank God It's Friday · Twee voor twaalf · Unit 13 · De verrukkelijke 85 · Vroege Vogels TV · Vuurzee · Waltz ** · De Wereld Draait Door · De wereld van Boudewijn Büch · Wie steelt mijn show? · X De Leeuw · Zembla

*: In samenwerking met NPS en NOS     **: In samenwerking met AVROTROS en VPRO